# Lintrup Sogn
Lintrup Sogn er et sogn i Malt Provsti (Ribe Stift).
Lintrup Sogn hørte til Frøs Herred i Haderslev Amt. Lintrup sognekommune blev ved kommunalreformen i 1970 indlemmet i Rødding Kommune, der ved strukturreformen i 2007 indgik i Vejen Kommune.
I Lintrup Sogn ligger Lintrup Kirke. Sognet hørte indtil 2007 til Tørninglen Provsti, men kirken har ikke det karakteristiske Tørninglen-spir, der er rejst over 4 trekantgavle.
I sognet findes følgende autoriserede stednavne:
- Barsbøl (bebyggelse)
- Damgård (bebyggelse)
- Dover (bebyggelse, ejerlav)
- Dover Mark (bebyggelse)
- Foldingbro (bebyggelse)
- Fuglebæk (bebyggelse)
- Kastbjerg (bebyggelse)
- Lintrup (bebyggelse)
- Lintrup Ejerlav (ejerlav)
- Lintrup Mark (bebyggelse)
- Lintrup Skov (bebyggelse)
- Lyngbjerg (bebyggelse)
- Mejlby (bebyggelse, ejerlav)
- Mejlby Mark (bebyggelse)
- Ravning (bebyggelse)
- Skovlund (bebyggelse)
- Søbækled (bebyggelse)
- Tornum (bebyggelse, ejerlav)
- Tornum Mark (bebyggelse)
- Tornumgård (landbrugsejendom)
- Tornumgårds Mark (bebyggelse)
- Tornumskov (bebyggelse)
- Vimtrup (bebyggelse)
- Vimtrup Mark (bebyggelse)
- Årlund (bebyggelse)

## Afstemningsresultat
Folkeafstemningen ved Genforeningen i 1920 gav i Lintrup Sogn 734 stemmer for Danmark, 82 for Tyskland. Af vælgerne var 318 tilrejst fra Danmark, 44 fra Tyskland. 